# Volkan Oezdemir
Volkan Oezdemir (aussi orthographié Volkan Özdemir), né le 19 septembre 1989 à Fribourg, en Suisse, est un combattant suisse d'arts martiaux mixtes.
Il évolue dans la catégorie des poids mi-lourds de l'Ultimate Fighting Championship (UFC), et il occupe la huitième  place de sa division. Premier Suisse à combattre à ce niveau, il commence à se faire connaître à partir de 2010. Volkan Oezdemir fait ses débuts internationaux au Bellator trois ans plus tard.
Auparavant, il a pratiqué le kickboxing en tant que poids-lourd dans le Superkombat Fighting Championship.

## Biographie
Volkan Oezdemir est né en Suisse d'un père turc d'origine kurde,,,, et d'une mère suisse. Il était   pratiquant de kick-boxing avant de bifurquer vers les arts martiaux mixtes. Il fait ses débuts en MMA en 2010, et remporte ses neuf combats avec le soutien du sponsor CARPACK. 
Ses victoires lui permettent d'être engagé ensuite par le Bellator en 2013, promotion sportive où il a remporté son premier combat par KO face à Josh Lanier au premier round en moins d'une minute de combat.
Au début de l'année 2017, Volkan Oezdemir a été mis sous contrat pour quatre combats par l'UFC. Il y a remporté son premier combat par décision du jury (29-28, 28-29, 29-28) contre Ovince St. Preux le 4 février. À la fin du mois de mai à Stockholm, il a défié victorieusement (KO en 28 secondes), le Canado-Letton Misha Cirkunov. Il était alors la seconde tête d'affiche de la réunion suédoise. Étoile montante de la catégorie, Volkan Oezdemir a affronté le 29 juillet 2017 à Anaheim, lors de l'UFC 214, l'Américain Jimi Manuwa et a remporté le combat en 42 secondes, gagnant ainsi le droit d'affronter Daniel Cormier lors de l'UFC 220, dans un combat pour le titre.
Le 20 janvier 2018 à Boston, Volkan Oezdemir s'incline face à l'expérimenté Daniel Cormier au deuxième round par TKO. 
De retour sur les rings en fin d'année, Volkan affronte l'Américain Anthony Smith le 27 octobre 2018 pour son deuxième combat en 5 rounds. À Moncton, dans le cadre de l'UFC Fight Night 138, il domine les deux premiers rounds mais s'incline au troisième par soumission.
Le 11 juillet 2020 il affronte Jiří Procházka à l'occasion de l'UFC 251, qui combat dans cette organisation pour la première fois. Volkan Oezdemir est battu par KO au deuxième round.

## Palmarès en arts martiaux mixtes
| 28 combats     | 20 victoires | 8 défaites |
| Par KO         | 13           | 2          |
| Par soumission | 2            | 2          |
| Sur décision   | 5            | 4          |